# Rejon bohorodczański
Rejon bohorodczański (ukr. Богородчанський район) – dawny rejon w składzie obwodu iwanofrankowskiego.
Został utworzony w 1939, jego powierzchnia wynosiła 799 km². Władze rejonu znajdowały się w Bohorodczanach.
Zlikwidowany w 2020 roku ramach reformy decentralizacyjnej na Ukrainie. Jego ziemie weszły w skład nowego rejonu iwanofrankiwskiego.

## Spis miejscowości
- Babcze (Бабче)
- Bogrówka (Богрівка)
- Bohorodczany (Богородчани)
- Bohorodczany Stare (Старі Богородчани)
- Bojky (Бойки)
- Chmielówka (Хмелівка)
- Dąbrowa (Діброва)
- Dźwiniacz (Дзвиняч)
- Głębokie (Глибока)
- Grabowiec (Грабовець)
- Hlebówka (Глибівка)
- Horocholina (Горохолина)
- Horocholina Las (Горохолин Ліс)
- Hryniówka (Гринівка)
- Huta (Гута)
- Iwanikówka (Іваниківка)
- Jabłonka (Яблунька)
- Kopacziwka (Копачівка)
- Kosmacz (Космач)
- Kryczka (Кричка)
- Krzywiec (Кривець)
- Lachowce (Підгір'я)
- Łastiwci (Ластівці)
- Łesiówka (Лесівка)
- Łukwycia (Луквиця)
- Maniawa (Манява)
- Markowa (Маркова)
- Miżhirja[3] (Міжгір'я)
- Monasterczany (Монастирчани)
- Niewoczyn (Нивочин)
- Pochówka (Похівка)
- Porohy (Пороги)
- Rakowiec (Раковець)
- Rosulna (Росільна)
- Sadzawa (Саджава)
- Skobycziwka (Скобичівка)
- Sołotwina (Солотвин)
- Stara Huta (Стара Гута)
- Starunia (Старуня)
- Zabereże (Забережжя)
- Żuraki (Жураки)